# Julius Schlattmann
Johann Heinrich Julius Schlattmann (geboren 7. April 1857 in Borken; gestorben 9. Februar 1925 in Berlin) war ein deutscher Maler, Illustrator und Karikaturist.

## Leben
Julius Schlattmanns Eltern waren der Kleidermacher Theodor Schlattmann und die Christine Büdding. Er studierte an der Kunstakademie Düsseldorf als Meisterschüler bei Albert Baur und in Berlin bei Friedrich Geselschap.
Schlattmann illustrierte eine Vielzahl zeitgenössischer Bücher und fünfzig Bände einer deutschen Jules-Verne-Ausgabe. Er zeichnete auch humoristische und politische Satire. 1903 war er Schriftführer im Verband deutscher Illustratoren.
1889 heiratete er in Berlin die Buchhalterin Anna Hedwig Witaszek (geb. 1869). Trauzeugen waren der Karikaturist Franz Albert Jüttner und der Maler Robert Nerger.

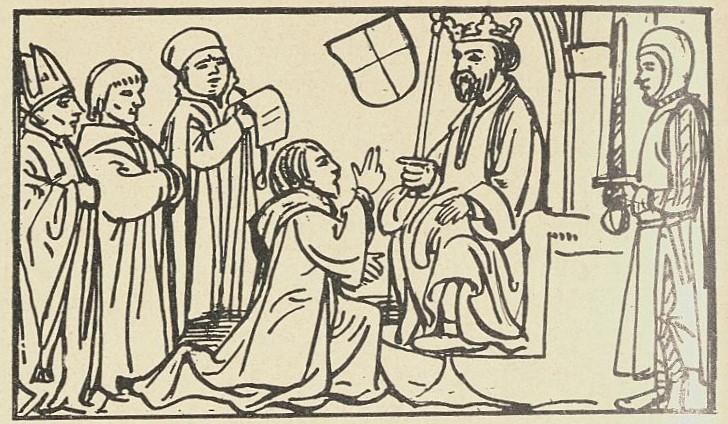
Eidesleistung eines Hofbeamten um 1450 (Nachzeichnung, 1909)
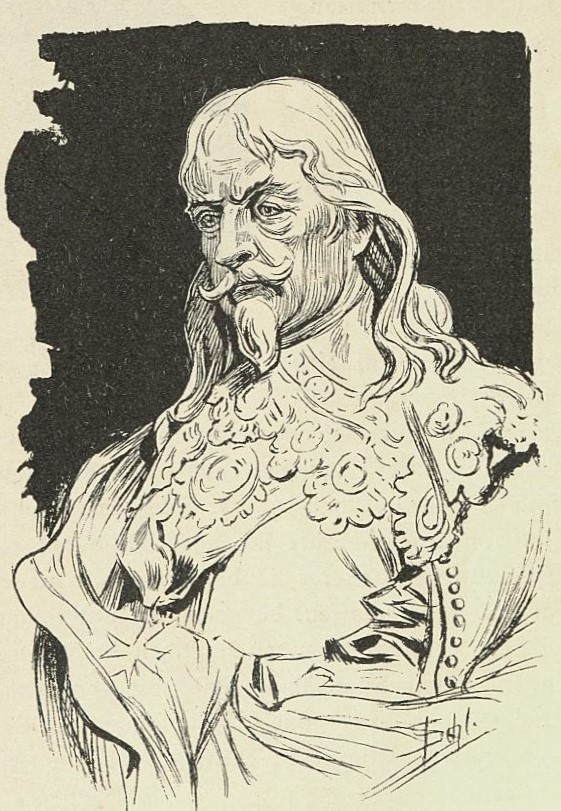
Adam von Schwarzenberg nach Cuno von Uechtritz-Steinkirch, Siegesallee Berlin (1909)
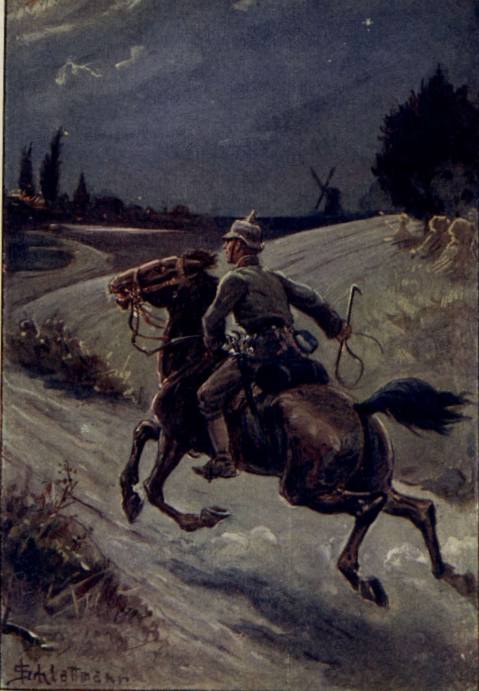
Jugendbuchillustration Warum Joachim Bernbach das Eiserne Kreuz erhielt (1915)
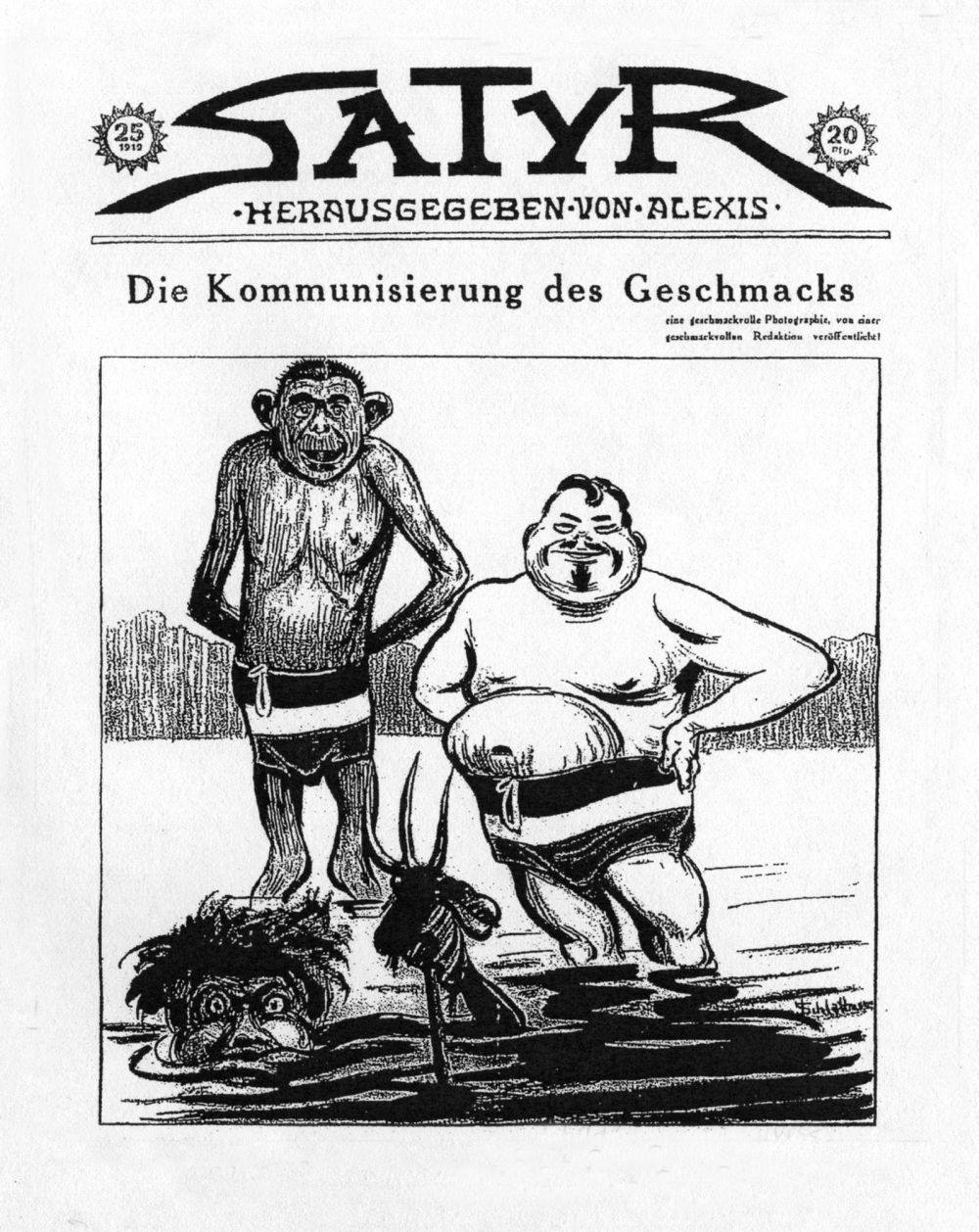
Satirezeitschrift Satyr (1919)
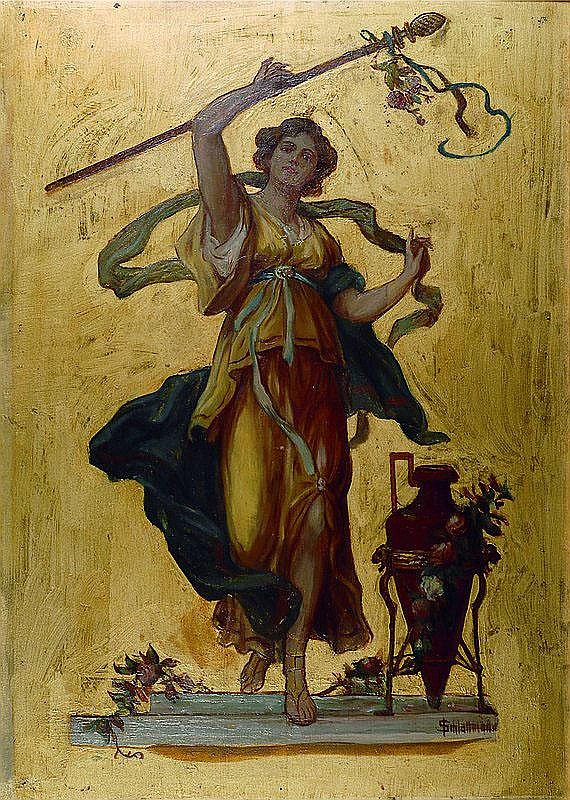
Allegorie